# Nogueruelas
Nogueruelas település Spanyolországban, Teruel tartományban. Nogueruelas Mora de Rubielos, Alcalá de la Selva, Linares de Mora, Cortes de Arenoso, Fuentes de Rubielos és Rubielos de Mora községekkel határos. Lakosainak száma 193 fő (2024).

## Népesség
A település népessége az utóbbi években az alábbiak szerint változott:
| Lakosok száma | 215  | 227  | 273  | 249  | 219  | 214  | 211  | 217  | 205  | 193  |
|               | 2001 | 2004 | 2007 | 2009 | 2012 | 2014 | 2017 | 2019 | 2022 | 2024 |